# ティム・グローサー
ティモシー（ティム）・ジョン・グローサー（Timothy "Tim" John Groser、1950年 - ）は、ニュージーランドの元政治家、外交官。

## 来歴
スコットランドのパース生まれ。8歳のときに両親とニュージーランドへ移住。ヴィクトリア大学ウェリントンを卒業。
国庫庁へ入庁し調査官（1973年 - 1975年）、在キャンベラ・ニュージーランド高等弁務官事務所1等書記官（経済部門担当、1976年 -1979年）、ニュージーランド - オーストラリア経済緊密化協定（CER）貿易交渉官（1979年 - 1982年）、ニュージーランド政府外交顧問（1982年 - 1984年）、貿易産業省多国間貿易部長（1985年）、GATT大使 兼 農業部門首席交渉官（1986年 -1990年）、国際酪農品協会理事長（1988年）、ウルグアイ・ラウンド首席交渉官（1990年 - 1994年）、駐インドネシア大使（1994年 - 1997年）、外交通商省首席経済顧問（1997年 - 1999年）、ニュージーランド - アジア基金理事長（1999年 - 2002年）、WTO大使 兼 規律策定グループ長（2002年 - 2003年） 兼 農業交渉グループ長（2003年 - 2005年）を経て、2005年の総選挙に国民党より出馬し比例名簿13位で初当選し国民党貿易報道官を務める。2008年の総選挙では比例名簿12位で再選を果たし、11月に貿易大臣に就任。2008年11月から2010年1月まで自然環境保護担当大臣を兼務。2010年1月からは気候変動問題国際交渉担当大臣を兼務。
私生活では3度の結婚歴があり、駐インドネシア大使時代にインドネシア人女性と再婚。再婚相手との間に娘が1人いるが、その後離婚している。3度の結婚で3人の子を持つ。インドネシア時代にイスラム教へ改宗し、イスラム教の信仰を持つ初の大臣となった。
2012年8月、ニュージーランド政府は第9代世界貿易機関事務局長選挙へ向けグローサーを後継候補に指名し最終候補に残るも、ブラジル政府WTO大使を務めたロベルト・アゼベドに破れた。
2015年12月に政界から引退。
2016年1月に駐米大使に着任。